# Emocomponente
Un emocomponente è un prodotto che viene ricavato dal sangue intero mediante frazionamento semplice o mediante aferesi.
Nelle trasfusioni, infatti, solitamente non si utilizza il sangue intero (questa pratica non viene più utilizzata nella terapia di routine) ma possono essere usate anche le sue componenti, consentendo così di infondere al paziente solo ciò di cui necessita, risparmiando per altri casi ciò che non serve e riducendo rischi causati dai globuli bianchi presenti nel sangue intero. 
Tra i casi in cui viene trasfuso il sangue intero vi sono le emorragie acute massive.
Nell'nel listino dei medicinali essenziali dell'Organizzazione mondiale della sanità, i medicinali più sicuri ed efficaci, necessari in un sistema sanitario, sono inclusi:
- Plasma fresco congelato
- Piastrine
- Globuli rossi concentrati

## Emocomponenti
Gli emocomponenti si distinguono in tre grandi classi:
- eritrociti: costituiscono circa il 40% del Sangue Intero e contengono l’emoglobina, che lega l’ossigeno e ne rende possibile il trasporto dai polmoni a tutto l’organismo;[3]
- piastrine: vengono ottenute dal buffy coat, prodotto della centrifugazione del sangue intero; una unità di piastrine è un concentrato piastrinico risospeso in una piccola quantità del plasma di origine;[3]
- plasma: è ottenuto mediante plasmaferesi, o da centrifugazione del sangue intero[3]
  - Plasma fresco congelato: viene congelato a -18 °C;[3]
  - Crioprecipitato: si ottiene dal plasma fresco congelato recuperando il precipitato contenente i fattori della coagulazione, ossia il Fattore VIII, Fattore XIII, il fibrinogeno, il fattore di von Willebrand e la fibronectina; nella maggior parte dei casi viene utilizzato solo se i concentrati inattivati contenenti vWF e Fattore VIII non sono disponibili.[3]
  - Plasma privo di crioprecipitato: viene preparato dal plasma fresco congelato, dopo scongelamento e una centrifugazione che rimuove il crioprecipitato; è privo di fattore VIII, fattore di von Willebrand e fibrinogeno. Le altre proteine plasmatiche rimangono invece alle stesse concentrazioni del plasma fresco concentrato.[3]

### Classificazione del plasma
Da plasmaferesi si ottiene plasma di categoria “A”; dalle unità di sangue intero si ottiene plasma di categoria “B”.
Se le quote di plasma sono lavorate entro 6 ore dal prelievo, sono utilizzabili a scopo trasfusionale (sottocategorie A1 e B1); se lavorate tra le 6 e 18 ore di distanza (sottocategorie A2 e B2), sono meno ricche di fattori della coagulazione (in particolare VIII e IX) e si utilizzano per la produzione di emoderivati. Il sangue intero separato dopo 18 ore produce plasma di categoria “C”, da cui si non ottengono come emoderivati i fattori della coagulazione: restano solo albumina e immunoglobuline.

## Riferimenti legislativi
Gli emocomponenti sono considerati prodotti farmaceutici e sono quindi soggetti alle disposizioni della vigente farmacopea e controllati dall'EMA o dalla FDA.
Tra i controlli a cui vengono sottoposti vi è quello per eventuale contaminazione con virus, tra cui quello dell'HIV e quello dell'epatite C. Nella prima metà degli anni '80 infatti la diffusione dell'infezione da HIV ha interessato una quota rilevante di emofilici e diverse sono state le aziende coinvolte. Questo, unito a screening mediante PCR, rappresenta misure importanti per minimizzare il rischio d'infezione.
Dal 1 aprile 2011 i servizi trasfusionali in Italia hanno iniziato ad impiegare per uso clinico solo plasma proveniente da donatori di sesso maschile, o da donatrici nulligravide che non hanno mai ricevuto trasfusioni. I donatori con presenza accertata di anticorpi anti HLA e/o anti HNA, o direttamente implicati in casi di TRALI, sono esclusi dalle donazioni ad uso clinico; possono invece donare plasma dedicato alla produzione di medicinali plasmaderivati ottenuti attraverso frazionamento.